# Братья (фильм, 2015)
«Братья» или «Право на бой» (хинди ब्रदर्स, англ. Brothers) — индийская спортивная драма режиссёра Карана Мальхотры о смешанных боевых искусствах, ремейк голливудской картины «Воин». Премьера состоялась 14 августа 2015 года, накануне дня независимости Индии.

## Сюжет
Фильм начинается с новостей, где в Мумбаи поднимаются проблемы с боями без правил. Спортивный председатель Питер Браганса решил сделать смешанные бои без правил видом спорта и создаёт лигу под названием «Right 2 Fight» (R2F, но лига на самом деле вымышленная). Тем временем, в тюрьме, Гэрсон «Гэри» Фернандез, бывший алкоголик и бывший эксперт ММА под реабилитацией, выходит на свободу, а его младший сын Монти приходит за ним. Монти напрягается, когда его отец спрашивает о своём старшем сыне Дэвиде и забирает его к себе домой. Дома Гэри видит все вещи его покойной жены Марии. Дэвид, теперь учитель физики, имеет дочь, страдающую от болезни почек. Не имея возможности получить деньги из банка и других источников, он зарабатывает деньги, участвуя в боях без правил. Это подталкивает его жену Дженни, поскольку она беспокоится о нём. Тем временем Гэри, который скучает по своей жене, начались галлюцинации. Затем Гэри пытается встретиться с Дэвидом, но последний момент заканчивает тем, что бросает Монти и Гэри покидает свой дом.
Затем Монти признаётся что он внебрачный ребёнок Гэри. Мария тем не менее любила Монти, как она это делала с Дэвидом. У двух братьев были близкие, любящие отношения, пока Дэвиду не исполнилось 18, а Монти было 15. В день 15-летия Монти, Гэри пришёл домой в состоянии алкогольного опьянения и извинился перед Марией за измену, но упоминает имя своей любовницы Сары, а её. Разъярённая Мария ссорится с Гэри об этом. В пьяном состоянии Гэри избивает Марию, получает ранения и умирает. Яростный Дэвид отталкивает отца. Когда Монти приближается к маме, Дэвид сердито оттолкнул его, удерживая отца и брата одинаково ответственным за смерть матери. Это создаёт разрыв между отцом и его сыновей.
Дэвид позже теряет свою работу в школе, когда директор Шобхит Десаи узнаёт о причастности Дэвида к уличным боям, вне работы в школе. Монти, который хочет стать бойцом, после того как познакомился с Сулейманом Пашем, специалистом по смешанным единоборством. Сулейман фиксирует поединок с Мустафой, в котором Монти побеждает. Это бесит Гэри и Монти сделать матч-реванш с Мустафой, где Монти вновь побеждает Мустафу и объявлен следующий борец для R2F Питером. Поединок записывается и загружается на YouTube, и вскоре Монти становится интернет-сенсацией. Монти проходит подготовку, чтобы стать чемпионом R2F. Между тем, Дэвид тоже решает стать полноправным бойцом, и Дженни призывает его сделать это. Сулейман тренирует Дэвида и фиксирует матч, в то время как Монти празднует победу в баре. Дэвид скоро побеждает в бою. Лига R2F скоро становится сенсацией, и бойцы со всего мира проявляют интерес к этой лиге. В конце концов, братья Дэвид и Монти попадают в финал.
Гэри, чувствуя себя виноватым, покидает арену, думая, что он несёт ответственность за конфликт между братьями. Паша советует Дэвиду не допустить этого, чтобы его отношения с Монти мешали его победе. Матч начался. И Дэвид, и Монти начали борьбу, однако Дэвид в конечном итоге заканчивает разрыв плеча Монти. Он сразу же проявляет заботу о своём младшем брате, но Паша просит его продолжать сражаться и не заботиться о руке Монти. Гэри бросается к Дэвиду и извиняется за свои ошибки. Он просит Давида не выносить свой гнев на него на Монти и напоминает ему, что Монти — его брат. Дэвид, уже столкнувшись с конфликтом, обращается к Монти и вместо этого представляет себе молодого Монти. Монти, с другой стороны, соглашается продолжить матч, несмотря на травму сломанного плеча и помутнение зрения. Матч продолжается. Дэвид снова превзошёл Монти. Пока Дэвид держит Монти прижатым к земле, он просит Монти прекратить сражаться. Монти, в свою очередь, говорит, что Дэвид всегда думал только о себе, когда он покинул Монти после гнева, когда Мария умерла, и просит его продолжать бить. Дэвид переоценил чувство вины и печали до слёз, он извиняется. Увидев это, Монти сдался и позволил ему выиграть турнир. Монти примирился с Дэвидом, затем Дэвид поднимает Монти на руках.

## В ролях
- Акшай Кумар — Дэвид Фернандез, старший брат Монти
- Сидхартх Мальхотра — Монти Фернандез, младший брат Дэвида
- Жаклин Фернандес — Дженни Фернандез, жена Дэвида
- Джеки Шрофф — Гэрсон Фернандез, он же Гэри, отец братьев
- Шефали Шах[англ.] — Мария Фернандез, мать Дэвида и Монти, жена Гэрсона
- Мегхан Джадхав — Дэвид Фернандез (подросток)
- Пратик Бханушали — Монти Фернандез (подросток)
- Ашутош Рана — Сулейман Паша, специалист по смешанным боям
- Киран Кумар — Питер Браганза (бывший чемпион и ныне председатель)
- Кулбхушан Кхарбанда — директор школы Шобхит Десай
- Радж Зутши — Баз Раут, бывший боец, комментатор
- Кави Шастри — Сачин Нехра, спортивный журналист и комментатор
- Ашок Локханде — лучший друг Гэри и наставник Монти
- Карина Капур — танцовщица в item-номере «Mera Naam Mary»

## Производство
О начале съёмок было объявлено в августе 2014 года.
Продюсер Каран Джохар анонсировал проект в своём микроблоге в Твиттере.
Для постановки боёв были приглашены специалисты из Лос-Анджелеса: Эрик Браун и Джастин Ю.
На роль старшего брата согласился Акшай Кумар, фильм стал для него первой работой под баннером Dharma Productions.
Ради роли Акшай сел на строгую диету и снял несколько сцен, изображающих его тренировку. Он также прошёл шестимесячную подготовку в нескольких видах боевых искусств, в том числе дзюдо, кюдо, айкидо и карате.
Сидхартх Мальхотра, сыгравший младшего брата, ради фильма прошёл тренировки по джиу-джитсу и айкидо, а также сбросил 10 килограмм
Согласившийся на роль отца братьев, ради съёмок Джеки Шрофф решил покрасить волосы в белый цвет, чтобы лучше войти в образ.
После основных съёмок, продюсеры решили добавить в фильм item-номер, станцевать в котором согласилась Карина Капур, в тот момент занятая также на съёмках фильмов Udta Punjab и Ki & Ka.

## Саундтрек
Песня «Mera Naam Mary Hai» является хинди-язычной кавер-версией песни на маратхи «Ye Maina» из фильма Jatra, сочинённой теми же композиторами. Для южно-индийской певицы Чинмайи это первая сольная песня на хинди.
Вся музыка написана дуэтом композиторов Аджай-Атул.
| №  | Название                     | Исполнители            | Длительность |
| -- | ---------------------------- | ---------------------- | ------------ |
| 1. | «Brothers Anthem»            | Вишал Дадлани          | 5:53         |
| 2. | «Gaaye Jaa» (женская версия) | Шрея Гхошал            | 5:42         |
| 3. | «Sapna Jahan»                | Сону Нигам, Нити Мохан | 5:41         |
| 4. | «Mera Naam Mary»             | Чинмайи Шрипада        | 5:11         |
| 5. | «Gaaye Jaa» (мужская версия) | Мохаммед Иррфан        | 5:29         |

## Критика
| Рейтинги          | Рейтинги |
| Издание           | Оценка   |
| ----------------- | -------- |
| Bollywood Hungama | [ 17 ]   |
| Раджив Масанд     | [ 18 ]   |
| Rediff.com        | [ 19 ]   |
| Times of India    | [ 20 ]   |
| Hindustan Times   | [ 21 ]   |

Лиза Церинг из The Hollywood Reporter охарактеризовала фильм как «„Воин“ с эротическим, пропитанным выпивкой танцевальным номером и удвоенным числом любовных сцен», отметив что различия в разных стилях борьбы двух братьев здесь не так чётко обозначены, как в оригинале.
Рейчел Saltz из The New York Times отметила проходящий через весь фильм и привлекающий внимание зрителя «патриотизм неудачника»: индийские чемпионы приходят в спорт с улиц, и это — то, чем можно гордиться, даже если причина всему их бедственное положение.
Мартин Цай из Los Angeles Times заметил, что режиссёр обеспечил гладкость переходов музыки и видео, которая немного улучшает эстетику оригинала, однако фильм ощущается значительно раздутым из-за обязательных музыкальных вставок.

## Кассовые сборы
Фильм вышел на экраны накануне дня независимости Индии и за первые выходные собрал на родине 520 миллионов рупий. Спустя неделю сборы по всему миру составили 1,06 млрд рупий.
За первые выходные фильм собрал 2,25 млн долларов за рубежом, включая страны Персидского залива, Пакистан и США, и 175 тысяч фунтов стерлингов в Великобритании.
Однако итоговые сборы в Индии составили 973 млн, при бюджете фильма в 1,12 млрд рупий, что принесло фильму статус провального.